# Zębowice (gemeente)
De gemeente Zębowice is een landgemeente in het Poolse woiwodschap Opole, in powiat Oleski.
De zetel van de gemeente is in Zębowice.
Op 30 juni 2006, telde de gemeente 4090 inwoners.

## Oppervlakte gegevens
In 2002 bedroeg de totale oppervlakte van gemeente Zębowice 95,81 km², waarvan:
- agrarisch gebied: 34%
- bossen: 62%

De gemeente beslaat 9,84% van de totale oppervlakte van de powiat.

## Demografie
Stand op 30 juni 2006:
| Omschrijving                   | Totaal | Totaal | Vrouwen | Vrouwen | Mannen | Mannen |
| ------------------------------ | ------ | ------ | ------- | ------- | ------ | ------ |
| eenheid                        | aantal | %      | aantal  | %       | aantal | %      |
| inwoners                       | 4090   | 100    | 2041    | 49,9    | 2049   | 50,1   |
| bevolkingsdichtheid (inw./km²) | 42,7   | 42,7   | 21,3    | 21,3    | 21,4   | 21,4   |

In 2002 bedroeg het gemiddelde inkomen per inwoner 1350,23 zł.

## Administratieve plaatsen (sołectwo)
Kadłub Wolny, Knieja, Łąka, Osiecko, Poczołków, Prusków, Radawie, Siedliska, Zębowice.

## Overige plaatsen
Borowiany, Kosice, Nowa Wieś, Radawka.

## Aangrenzende gemeenten
Dobrodzień, Lasowice Wielkie, Olesno, Ozimek, Turawa